# Ondřej Sosenka
Ondřej Sosenka (Praga, 9 de desembre de 1975) és un ciclista txec, professional del 2000 al 2008. Especialista en les proves contrarellotge, va guanyar cinc cops el campionat nacional en aquesta prova, i un en el de ruta. En el seu palmarès també destaquen dues victòries finals a la Volta a Polònia.
Sosenka és conegut per batre, el 2005, el Rècord de l'hora que tenia Chris Boardman. La seva marca de 49,7 km, va estar vigent durant nou anys.
El 2008 va ser suspès per un control positiu en metamfetamina.

## Palmarès en ruta
- 1997
  - Vencedor d'una etapa de la Volta a Hessen
- 1998
  - 1r al Tour de Bohèmia i vencedor d'una etapa
- 1999
  - 1r a la Volta a Eslovàquia
  - Vencedor d'una etapa al Tour de Bohèmia
  - Vencedor d'una etapa al Giro de la Vall d'Aosta
- 2000
  -  Campió de la República Txeca en contrarellotge
  - 1r al Tour de Bohèmia i vencedor d'una etapa
  - Vencedor d'una etapa a la Cursa de la Pau
- 2001
  -  Campió de la República Txeca en contrarellotge
  - 1r al Tour de Bohèmia i vencedor de 3 etapes
  - 1r a la Cursa de la Solidaritat Olímpica i vencedor d'una etapa
  - 1r a la Volta a Polònia i vencedor d'una etapa
  - Vencedor d'una etapa a la Szlakiem Grodów Piastowskich
- 2002
  -  Campió de la República Txeca en contrarellotge
  - 1r a la Cursa de la Pau i vencedor de 2 etapes
  - Vencedor d'una etapa a la Cursa de la Solidaritat Olímpica
  - Vencedor d'una etapa al Tour de Bohèmia
  - Vencedor d'una etapa a la Volta a Polònia
- 2003
  - 1r a la Volta a Eslovàquia i vencedor de 2 etapes
  - Vencedor d'una etapa a la Cursa de la Pau
- 2004
  -  Campió de la República Txeca en ruta
  - 1r a la Volta a Polònia i vencedor d'una etapa
- 2005
  -  Campió de la República Txeca en contrarellotge
  - 1r al Chrono des Herbiers
  - Vencedor d'una etapa a la Volta a Bèlgica
  - Vencedor d'una etapa a la Uniqa Classic
- 2006
  -  Campió de la República Txeca en contrarellotge
  - 1r al Duo Normand (amb Radek Blahut)

### Resultats al Giro d'Itàlia
- 2004. Abandona (7a etapa)

## Palmarès en pista
- 2005
  -  Campió de la República Txeca en persecució

### Resultats a laCopa del Món
- 2000
  - 1r a Ipoh, en Persecució